# Amonijev hidroksid
Amonijev hidroksid je vodna raztopina amonijaka. Njegovo ime namiguje, da gre za sol s sestavo [NH4+][OH−], vendar se spojine NH4OH v resnici ne da izolirati in obstoja samo v razredčenih vodnih raztopinah. Bolj pravilen zapis amonijevega hidroksida je NH3(aq).

## Bazičnost vodnih raztopin
Amonijak v vodni raztopini deprotonira majhen del vode, pri čemer nastaneta amonijev in hidroksilni ion:
NH3 + H2O ↔ NH4+ + OH−
V 1 M raztopini amonijaka se v amonijev ion pretvori okrog 0,42% amonijaka, kar je ekvivalentno pH 11,63. Ionizacijska konstanta baze je
Kb = [NH4+][OH-]/[NH3] = 1,8×10−5

## Nasičena raztopina
Topnost amonijaka v tekočih topilih z naraščajočo temperaturo pada. Nasičena raztopina pri 15,6 °C vsebuje 35% (308 g/L oziroma 18 mol/L) amonijaka in ima gostoto 0,88 g/cm3. Z naraščajočo temperaturo koncentracija nasičene raztopine pada, gostota pa raste.  
Tesno zaprta posoda z nasičeno raztopino lahko pri segrevanju zaradi povečanega tlaka amonijaka poči, odpiranje take posode pa lahko povzroči izbruh plinastega amonijaka. V ekstremnih pogojih lahko posoda eksplodira.
Koncentracija amonijaka v laboratorijskih posodah zaradi stalnega odpiranja in povišane temperature okolja pada, zato nasičena raztopina sčasoma ni več 18 M. Njeno koncentracijo je treba zato pred uporabo preveriti s titriranjem.  

## Uporaba
Razredčena raztopina amonijevega hidroksida je sestavina mnogih gospodinjskih in drugih čistil.
V industriji se amonijev hidroksid uporablja kot prekurzor za nekatere alkil amine, čeprav je brezvodni amonijak običajno boljši. Heksametilentetramin se brez težav tvori iz vodnih raztopin amonijaka in formaldehida. Etilendiamin se proizvaja iz 1,2-dikloroetana in vodne raztopine amonijaka.
Amonijev hidroksid se uporablja v mesni industriji za obdelavo mesa pred pakiranjem. Nekateri proizvajalci govedine z njim dvignejo pH proizvoda. Amonijev hidroksid se v tej aplikaciji na splošno prepoznava  kot varen (GRAS).

## Laboratorijska raba
Vodna raztopina amonijaka se v tradicionalni kvalitativni anorganski analizni kemiji uporablja kot baza in kompleksant. Z bakrovimi(II) spojinami daje podobno kot drugi amini temno modre raztopine. Raztopine amonijaka raztapljajo vsedline srebra, ki nastanejo na primer iz Tollensovega reagenta.
Če se amonijev hidroksid pomeša z razredčenim vodikovim peroksidom v prisotnosti kovinskega iona, na primer Cu2+, povzroči hiter razpad peroksida. 